# Straccia camicia
Straccia camicia o scamicia è un gioco di carte diffuso in Italia attraverso un mazzo da 40 divise in 4 semi (coppe, denari, bastoni, spade) di 10 carte ciascuno e giocato da 2 persone o più persone, anche in numero dispari.
È noto anche coi nomi di tras in camisa o strasa camisa (in lingua lombarda), straccia mutanna (in dialetto torgiano), restà 'n camisa (in bergamasco), caàs en camisa o brüsa camisa (in Bresciano), cavacamisa o brusa camisa (in lingua veneta e dialetto trentino), pataja (in dialetto reggiano), strazza camisa (in dialetto salentino), tiracamiciola in Abruzzo, cheva pataia (in dialetto modenese) e uno, due e tre. Non significa solo straccia camicia ma anche togliti la camicia. In Calabria è noto come Scippa còre o Crepa còre, rispettivamente 'che rapisce' e 'che uccide' il cuore (dell'avversario). In Romagna è noto come "Pela gallina" o "Pela galletto".

## Regole
Le regole del gioco sono molto semplici tanto da essere preferito dai bambini che iniziano ad apprendere l'uso delle carte da gioco. Ogni giocatore non potrà utilizzare più di una mano durante la partita.  

### Disposizione delle carte
Una volta mischiate le carte e smezzate dal giocatore alla propria sinistra vengono suddivise in mazzetti uguali, tanti quanti sono i giocatori. Una volta finito il turno, sarà il giocatore alla propria destra a servire le carte.

Le carte vanno gettate in modi diversi a seconda del numero di giocatori. Se ci sono due giocatori vanno delicatamente appoggiate girandola dalla parte superiore; se ci sono tre giocatori le carte vanno girate, sempre delicatamente, ma dal lato.

### Gioco
Ogni giocatore impugna il proprio mazzetto, così come l'ha ricevuto e senza guardarne il contenuto.
Le uniche carte vincenti sono l'asso, il due e il tre di qualsiasi seme.
Il primo giocatore pone la prima carta del proprio mazzetto sul tavolo in modo visibile. A turno fanno lo stesso gli altri giocatori, così da formare un mazzetto comune al centro del tavolo.
Quando un giocatore gioca una delle tre carte vincenti il giocatore successivo è obbligato a giocare il numero di carte indicate (1 per l'asso, 2 per il due e tre per il tre). Se durante queste giocata esce una delle carte vincenti l'obbligo si interrompe e tocca al giocatore successivo giocare il numero di carte indicate. Se il giocatore obbligato a giocare le carte non pone una carta vincente il mazzetto di carte presente sul tavolo viene preso dal giocatore che ha giocato l'ultima carta. Questo riporrà le carte sotto le proprie e inizierà una nuova giocata. In Sicilia quando viene posta una carta uguale a quella precedente bisogna battere con la mano sul mazzetto per accaparrarselo.
La variante calabrese Scippa còre o Crepa còre comporta una modalità di gioco assai più accalorata, data la semplicità essenziale delle regole. I giocatori generalmente basano il divertimento del gioco nel modo in cui viene eseguito. Si gioca solitamente in coppia e ciascun giocatore possiede 20 delle 40 carte del mazzo. Le regole sono le medesime, tuttavia le carte vanno sbattute violentemente sul tavolo e il più rapidamente possibile, e l'essenza del gioco si fonda sulla rapidità e l'impetuosità del suo svolgersi.
La variante valtellinese diffusa negli ultimi anni definita "Super Camicia", prevede l'utilizzo di 100 carte e permette lunghi scambi di gioco che portano a ribaltoni improvvisi rendendo più avvincente la partita. Come per la variante calabrese il divertimento si basa sul modo di esecuzione, infatti anche in questa variante i giocatori sbattono violentemente le carte sul tavolo nella maniera più rapida possibile e spesso commentano schernendo l'avversario dopo scambi vantaggiosi.

### La partita infinita
Esiste una configurazione del mazzo che porta ad una partita infinita, ovvero nella quale i giocatori non arriveranno mai a zero carte, in quanto dopo una certa sequenza di mosse ritorneranno allo stato iniziale. È stata trovata nel 2017, ed è la seguente (con 0 si indica una carta diversa da asso, 2 e 3):
Giocatore 1: 0 0 3 0 2 0 2 0 3 0 3 1 0 0 0 0 0 3 1 0
Giocatore 2: 0 0 1 0 0 2 0 0 0 0 2 0 0 0 0 0 0 0 1 0
Questa disposizione è stata a lungo ignota, tanto da essere anche classificata come problema non risolto in "Unsolved problems in Combinatorial Games". Si possono inoltre trovare online piccole applicazioni in grado di simulare delle partite.

### Punteggio
Lo scopo del gioco è quello di prendere tutte le carte possibili sino a rimanerne l'unico proprietario. Da qui la definizione di lasciare solo con la camicia gli altri giocatori. Quindi il punteggio è dato semplicemente dalla conta delle partite vinte.
In Veneto solitamente chi perde si toglie la camicia. Una leggenda veneta dice che chi inizialmente avrà l'asso di denari vincerà la partita.